# اتفرج يا سلام (فلم)
إتفرج يا سلام فيلم مصري، أنتج عام 2001، من بطولة الفنان ماجد المصري, هاني رمزي, والفنانة حنان ترك ونخبة من النجوم المخضرمين.
قصة الفيلم عبارة عن نقد لسياسة الحكومة المصرية في الداخل ويناقش عدد من قضايا الأمة العربية بطريقة كوميدية. تمثيل: هاني رمزي ـ ماجد المصري.

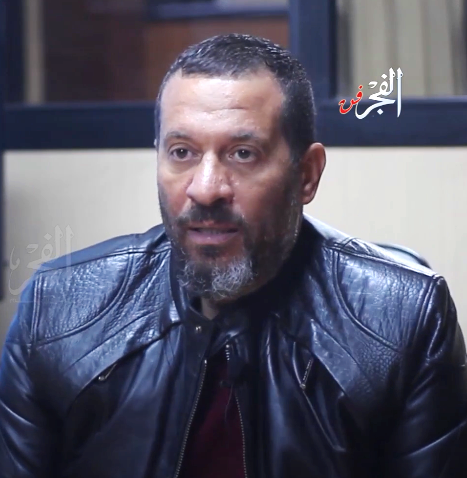
ماجد المصري بدور ماجد

## وصلات خارجية
- مقالات تستعمل روابط فنية بلا صلة مع ويكي بيانات